# Wahlen zum Repräsentantenhaus der Vereinigten Staaten 1826
Die Wahlen zum Repräsentantenhaus der Vereinigten Staaten 1826 fanden ab dem 3. Juli 1826 statt. Dabei wurden in den Vereinigten Staaten an verschiedenen Wahltagen die Abgeordneten des Repräsentantenhauses gewählt. Die Wahlen waren Teil der allgemeinen Wahlen zum 20. Kongress der Vereinigten Staaten in jenem Jahr, bei denen auch ein Drittel der US-Senatoren gewählt wurden. Da die Wahlen etwa in der Mitte der Amtszeit von Präsident John Quincy Adams stattfanden (Midterm Election), galten sie auch als Votum über die bisherige Politik des Präsidenten.
Zum Zeitpunkt der Wahlen bestanden die Vereinigten Staaten aus 24 Bundesstaaten. Die Zahl der zu wählenden Abgeordneten betrug 213. Die Sitzverteilung im Repräsentantenhaus basierte auf der Volkszählung von 1820. Die Vereinigten Staaten befanden sich Mitte der 1820er Jahre innenpolitisch im Umbruch der Parteienlandschaft. Die Föderalistische Partei hatte sich schon vorher aufgelöst. Die einstmals staatstragende Demokratisch-Republikanische Partei war in mehrere Flügel zerfallen, von denen sich zwei behaupteten. Ein Flügel wurde nach ihrem Anführer Andrew Jackson benannt (Jacksonians). Dessen Gegner fanden sich im anderen Parteiflügel, deren Mitglieder sich Anti-Jacksonians nannten. Angeführt wurde dieser Flügel von Präsident John Quincy Adams und Henry Clay. Die Jacksonians formierten sich Ende der 1820er Jahre zur Demokratischen Partei. Aus den Anti-Jacksonians wurde die National Republican Party und dann in den 1830er Jahren die Whig Party. Die Wahlen waren, wie die des Jahres 1824, hart umkämpft. Es gelang den Jacksonians ihren Gegnern neun Sitze abzunehmen und damit die Mehrheit im Repräsentantenhaus zu erringen. Der Grund lag in einem aggressiven Wahlkampf und bei der Popularität von Andrew Jackson. Gleichzeitig waren der amtierende Präsident John Q. Adams und dessen Politik relativ unbeliebt.
Frauen und Sklaven waren weder wahlberechtigt noch wählbar. In vielen Bundesstaaten waren auch freie Afroamerikaner von der Wahl ausgeschlossen. Das Wahlrecht für freie Männer war außerdem an einen gewissen Grundbesitz oder an ein bestimmtes Steueraufkommen gebunden.

## Wahlergebnis
- Jacksonians 113 (104) Sitze
- National Republican Party: 100 (109) Sitze (vormals Anti-Jacksonians)

Gesamt: 213
In Klammern sind die Ergebnisse der letzten Wahl zwei Jahre zuvor. Veränderungen im Verlauf der Legislaturperiode, die nicht die Wahlen an sich betreffen, sind bei diesen Zahlen nicht berücksichtigt, werden aber im Artikel über den 20. Kongress im Abschnitt über die Mitglieder des Repräsentantenhauses bei den entsprechenden Namen der Abgeordneten vermerkt. Das Gleiche gilt für Wahlen in Staaten, die erst nach dem Beginn der Legislaturperiode der Union beitraten. Daher kommt es in den Quellen gelegentlich zu unterschiedlichen Angaben, da manchmal Veränderungen während der Legislaturperiode in die Zahlen eingearbeitet wurden und manchmal nicht.